# 스튜디오 1005
장수정의 스튜디오 1005는 TBN 경인교통방송(인천, 경기 FM 100.5MHz, 서해5도 FM 105.5MHz)에서 평일 오전 9시부터 10시 55분까지 방송되는 인천, 경기 지역의 출근길 아침 라디오 프로그램이다.

## 프로그램 소개
- 따뜻한 이야기와 힐링이 되는 좋은 음악으로 여러분의 아침을 함께 합니다~ 장수정의 스튜디오1005^^

## 코너소개

### 매일코너
- <우리들의 블루스> - 우리들의 소소한 일상부터 어린 시절 추억까지, 따뜻한 이야기로 함께 합니다.
- <테마로 떠나는 음악 여행> - 하나의 주제로 5일간 다양한 음악을 들어봅니다.

## 요일 코너

### 월요일
- 건강 톡톡 : 건강한 생활을 위한 유익한 정보를 만나보는 시간

### 화요일
- 인천,시간여행을가다 : 인천의 과거와 현재를 만나보는 시간

### 수요일
- 건강 톡톡 : 건강한 생활을 위한 유익한 정보를 만나보는 시간

### 목요일
- 건강 톡톡 : 건강한 생활을 위한 유익한 정보를 만나보는 시간

### 금요일
- 금요일의 정원 : 식물에 대한 흥미롭고 유용한 정보를 만나보는 시간